# Jay Thomas
Jay Thomas (Kermit (Texas), 12 juli 1948 – Santa Barbara (Californië)), 24 augustus 2017), geboren als Jon Thomas Terrell, was een Amerikaans acteur, komiek en radiopresentator.

## Biografie
Thomas heeft gestudeerd aan de Gulf Coast College in Oklahoma City, de University of Tennessee in Knoxville (Tennessee), de Vanderbilt University in Nashville (Tennessee) en de Jacksonville University in Jacksonville (Florida). In zijn studietijd begon hij met het presenteren van sportwedstrijden en was ook actief als diskjockey.
Hij was vanaf 1987 getrouwd en had hieruit drie kinderen. Thomas overleed op 24 augustus 2017 ten gevolge van kanker.

## Prijzen

### Emmy Awards
- 1992 in de categorie Uitstekende Acteur met een Bijrol in een Televisieserie met de televisieserie Murphy Brown – genomineerd.
- 1991 in de categorie Uitstekende Acteur met een Bijrol in een Televisieserie met de televisieserie Murphy Brown – gewonnen.
- 1992 in de categorie Uitstekende Acteur met een Bijrol in een Televisieserie met de televisieserie Murphy Brown – gewonnen.

## Filmografie

### Films
Selectie:
- 2009 · Labor Pains – als Garth
- 2006 · The Santa Clause 3 – als paashaas
- 2002 · The Santa Clause 2 – als paashaas
- 1998 · My Date with the President's Daughter – als Charles Fletcher
- 1986 · Legal Eagles – als ober in restaurant

### Televisieseries
Uitgezonderd eenmalige gastrollen.
- 2013–2017 Ray Donovan – als Marty Grossman – 5 afl.
- 2010 Mysteries at the Museum – als verteller – 4 afl.
- 2007–2010 American Dad! – als Brett Morris (stem) – 2 afl.
- 2001–2002 The education of Max Bickford – als Jerry Zibowski – 3 afl.
- 1999 Katie Joplin – als Glen Shotz – 7 afl.
- 1998–1999 Hercules: The Animated Series – als Ares (stem) – 6 afl.
- 1989–1998 Murphy Brown – als Jerry Gold – 9 afl.
- 1996–1997 Ink – als Jack Stein – 3 afl.
- 1992–1995 Love & War – als Jack Stein – 67 afl.
- 1990–1991 Married People – als Russell Meyers – 18 afl.
- 1990 Open House – als Evan Gimbel – 2 afl.
- 1987–1989 Cheers – als Eddie LeBec – 9 afl.
- 1984 Master of the Game – als Levy – miniserie
- 1979–1981 Mork & Mindy – als Remo DaVinci – 20 afl.

- Bibliothèque nationale de France: cb14232853z (data)
- International Standard Name Identifier: 0000 0001 1459 0126
- Library of Congress Control Number: no97070320
- SNAC: w66j2dg6
- Système universitaire de documentation: 083048197
- Virtual International Authority File: 165996507
- WorldCat: E39PBJdCkcCWxqWrgwgmYxxqwC